# Sidomukti (Jaken)
Sidomukti is een bestuurslaag in het regentschap Pati van de provincie Midden-Java, Indonesië. Sidomukti telt 1297 inwoners (volkstelling 2010).